# 長板冠網蝽
長板冠網蝽（学名：Stephanitis veridica）为網蝽科冠網蝽屬下的一个种。